# Dítě Tábora
Dítě Tábora je tragická opera ve třech jednáních českého skladatele Karla Bendla na libreto české spisovatelky Elišky Krásnohorské situované do období husitských válek. Byla napsána v letech 1886–1888 a poprvé byla uvedena dne 13. března 1892 v pražském Národním divadle.

## Vznik a historie díla
Libreto Dítěte Tábora psala Krásnohorská v letech 1876–84 původně pro Bedřicha Smetanu, ten je však odmítl; v té době formoval jiný přístup k husitské epoše, jejž nakonec vtělil do symfonických básní Tábor a Blaník. Básnířka později zadala své libreto, jež považovala za svou nezdařilejší jevištní práci, do soutěže vyhlášené vedením Národního divadla po jeho druhém a definitivním otevření. Při uzavření soutěže roku 1884 získalo Dítě Tábora první cenu v oboru vážné opery; rovněž v oboru komické opery zvítězila Krásnohorská, a to s libretem Karel Škréta, již zhudebněným skladatelem Karlem Bendlem. Ten již s ní dříve spolupracoval na operách Lejla a Břetislav, a povzbuzen kritickou reakcí na Karla Škrétu, ujal se nakonec i Dítěte Tábora. V něm (slovy Anny Hostomské) „dostal konečně český hrdinský námět, který odpovídal jeho touze po vytvoření díla velkého národního pathosu i šíře lyrického projevu“.
Husitské náměty byly ve druhé polovině 19. století velmi populární, na základě zejména historického díla Františka Palackého si husitský mýtus osvojila česká společnost jako výraz svého kulturního i společenskopolitického programu. Husitství bylo předmětem zájmu dramatiků (Josef Kajetán Tyl), spisovatelů (Alois Jirásek), výtvarníků (Mikoláš Aleš, Jaroslav Čermák). V české hudbě se husitskou tematikou vedle Smetany zabývali například Antonín Dvořák (předehra Husitská, 1883) nebo Karel Šebor (opera Nevěsta husitská, 1868). I Bendl se jí ve své dřívější tvorbě mnohokrát dotknul, například ve svých kantátách Kališníci, Umírající Husita a Smrť Prokopa Velikého nebo v mužském sboru Pochod Táborů.

Bendl pokračoval ve stylu nastoupeném Karlem Škrétou: věnoval značnou pozornost hudebně-dramatické provázanosti, jíž dosahoval mimo jiné pomocí charakterizačních témat, a také hudební deklamaci. V Dítěti Tábora stvořil své nejvážnější dílo, zcela postrádající radostné a rozmarné prvky, jež pro něho jsou typické i ve vážných operách. 

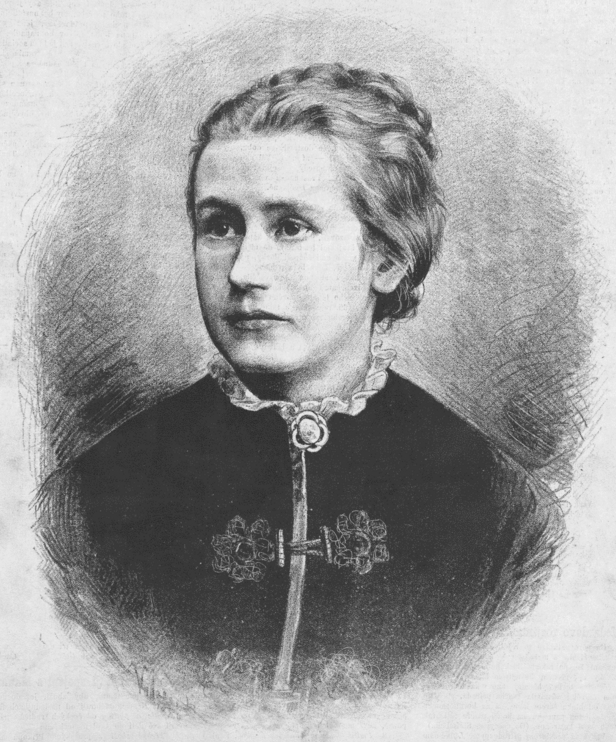
Libretistka Eliška Krásnohorská. Rytina Jana Vilímka z roku 1880.

Svou dlouholetou zkušenost ze sbormistrovské činnosti i kompozice pro sbory využil při psaní mohutných sborových scén různého charakteru, které patří mezi nejcennější v rámci této opery i v širších souvislostech české opery 19. století. Působivý kontrast k přísnému světu „Božích bojovníků“ tvoří lyrická, vábivá hudba spojená s Getrudou, matkou dívky jménem Hagar, „dítěte Tábora“ a tedy titulní hrdinky, jejíž vnitřní konflikt na pozadí velkého historického konfliktu tvoří námět opery.
Stejně jako libreto byla i hudba opery oceněna: Dítě Tábora získalo 1. cenu České akademie věd a umění.
Při své premiéře byla opera důstojně vypravena, byly pořízeny nové dekorace pro I. a III. dějství (R. Holzer) a kostýmy navrhl František Kolár podle díla Zikmunda Wintra. I u premiérového obecenstva byla úspěšná – skladatel byl po každém aktu vyvoláván a zahrnut věnci. Kritika chválila libreto, kterému nechyběly „vzlet, dramaticky účinné scény, hojnost momentů, které se zalouvaly lyrikovi, sympatičnost hlavních postav a konečně dikce slovesná. Není pochybnosti, že dovede Krásnohorská svésti mocné, dramatické scény, že má jemný smysl pro vše divadelně působivé, že dovede obestříti své postavy září poesie […].“ Na Bendlově hudbě byla ceněna orchestrace, sbory i ansámbly, z jednotlivých postav zaujala zejména Hagar, v jejíž hudbě bylo plno něžnosti a citu. Ve srovnání s dřívějšími skladatelovými vážnými operami (Lejla, Černohorci), vzniklými ještě ve velkooperním slohu před Bendlovým inspirativním pobytem v zahraničí, se kritika domnívala: „Hlavní krok, který skladatel v novém svém díle učinil, je pokrok ve slohu polyfonním a správné deklamaci českého slova.“
Přes příznivé kritické ocenění ale Dítě Tábora při svém prvním uvedení brzy pozbylo zájem publika a dočkalo se pouze 4 repríz. Národní divadlo ji znovu uvedlo ještě roku 1927, ke 30. výročí skladatelovy smrti, a to pouze čtyřikrát. Jiná divadla tuto operu neuvedla.
Libreto Dítěte Tábora bylo vydáno roku 1892 u nakladatele Aloise Hynka. Partitura, klavírní výtah a rozepsané hlasy se nacházejí v archivu Národního divadla.

## Osoby a první obsazení
| osoba                                                                              | hlasový obor | premiéra (13. 3. 1892) |
| ---------------------------------------------------------------------------------- | ------------ | ---------------------- |
| Prokop Veliký                                                                      | bas          | Vilém Heš              |
| Břeněk, hejtman táborský                                                           | tenor        | Karel Veselý           |
| Judita (původně Judyta), matka Břeňkova                                            | soprán       | Olga Paršová           |
| Hagar                                                                              | soprán       | Berta Foersterová      |
| Havel, táborský kněz                                                               | bas          | Jan Skramlík           |
| Fridrich z Witzthumu (původně z Vitzthumu), německý vůdce                          | baryton      | Václav Viktorin        |
| Gertruda, neť Fridrichova                                                          | mezzosoprán  | Marie Klánová          |
| Oto, měšťan naumburský                                                             | tenor        | Vladislav Florjanský   |
| Táboři a jejich ženy, bojovníci a páni němečtí, měšťané, měštky a děti naumburské  |              |                        |
| Dirigent: Adolf Čech, režie a kostýmy: František Karel Kolár, scéna: Robert Holzer |              |                        |

## Děj opery
Děje se u Naumburku roku 1430.

### 1. dějství
(Introdukce)
V jednání prvém spatřujeme bojiště blíže Naumburka (r. 1430), jež právě opustili vítězní táborité pronásledujíce prchajícího nepřítele. Dvě husitky, Judyta a domnělá její dcera Hagar, střeží zajatého Němce, Oty, přivázaného k husitskému vozu; byl chycen v táboře jako vyzvědač. Hagar truchlíc nad spoustou bojiště a toužíc v srdci svém po zavládnutí míru a lásky ve světě, kárána jest Judytou, jež jí dí, že jest špatnou její dcerou. Tu Hagar se přizná k podezření svému, že Judyta matkou její není (duet Ó drahá, jež mou matkou sluješ); pamatuje se z nejdávnějšího dětství na jinou matku, která ji jiným jménem volávala, pamatuje i zaátek ukolébavky, kterou jí zpívávala, a marně vzpomíná, jak zněla dále (ukolébavka Hagar Anděl míru, peruť zlatou). Judyta přisvědčí, že jest Hagar dítětem cizím, přijatým, že jest dítětem Tábora; přizná se k tomu, jsouc nucena láskou svého Břeňka k Hagaři, již on chce za ženu pojati. Judyta vidouc Břeňka s nepřáteli zápasiti, odkvapí mu na pomoc. Hagar, jsouc sama u Oty na stráži, slyší jej zpívati ukolébavku její matky. Na její dotazy odpoví Oto, že její matku zná, i vybízí ji, by s ním k matce prchla (Otův zpěv Dal jsem žití v sázku... Děvo! bych se tobě blížil). Hagar, slyšíc hlahol blížících se husitů a lekajíc se blízké smrti zajatce, v nejvyšším rozechvění rozváže jeho pouta a prchne s ním (duet Když zhyne, ztratím matky sled).
Prokop Veliký v čele svých Táborů, mezi nimiž jsou Břeněk, kněz Havel a Judyta, vrátí se na bojiště, i jest mu předveden Fridrich z Vitzhumu, právě v boji zajatý (Fridrichův zpěv Na tvou hlavu padníž jejich zkáza); Prokop a Fridrich se poznají; mezi nimi jest tajemství dávné, pochmurné a přece dojemné, pod jehož vlivem Prokop zajatému Fridrichovi vrátí svobodu, chtěje soud vykonati pouze nad vyzvědačem Otou (zpěv Prokopa Hle, za tento pravdy boží znak a ansámbl Naumburk padne!). Tu se objeví, že Oto uprchnul. Judyta ihned uhodne, že se to nemohlo státi bez viny Hagařiny; ježto však syn její Břeněk vroucně miluje Hagar, nechce jej matka učiniti nešťastným a béře Hagařinu vinu na sebe; hlásí se, že jako nevěrná stráž opustila své stanoviště, spěchajíc v slepé vášni do boje. Právě když nad Judytou soud se chystá, přikvapí Hagar i chce za vlastní čin snésti sama trest (zpěv Hagar Tys mě milovala osiřelou). Celý tábor žasne, zvědev, že ode všech milované dítě Tábora stalo se zrádkyní; v pohnutí odevzdána Hagar vůdci Prokopovi, aby sám nad ní rozsoudil. Prokop, o samotě s Hagarou a s Břeňkem, vytýká jí těžkost jejího poblouzení a odhalí jí, že jest jeho vlastní dcerou. Tím poznáním pocítí Hagar hloubku svého sklesnutí; vyznává se, že touha po matce ji k činu svedla. Prokop jí dí, že matka její jej kdysi jako kacíře zavrhla, klnouc kalichu, pročež on unes od ní jediné své dítě v táboře je ukrýval (zpěv Slyš! Plamen kostnický kdy vzňal). Žádá, aby Hagar matky se odřekla a slíbila, že setká-li se kdy opět s Otou, vydá jej Táborům na soud. Hagar přísahá Táboru věrnost a Otovi smrt.

### 2. dějství
V jednání druhém bloudí za nočního temna v lese na břehu řeky Sály Břeněk, znepokojen žárlivou předtuchou, že v srdci Hagařině nejen touha po matce, ale láska k Otovi se ozvala (árie Břeňka Ó sladký srdce blud!). V tom přijde Hagar, aby zde očekávala Otu s tím úmyslem, že vykoná na něm svou přísahu. Poví Břeňkovi, že když s Otou z tábora prchala, on přeplul řeku Sálu praviv jí, že v noci připluje pro ni s člunem, ježto ona za ním řekou plouti nemohla. Břeněk nemůže se zdržeti podezření, že Hagar i proti své vůli Otu miluje (dvojzpěv Břeňka a Hagar Ty zde, má nevěsto!... Ha, proč věříš v něj). Oto vstoupí na břeh, nastane boj mezi ním a Břeňkem; Břeněk proklán mečem Otovým sklesne, připomene Hagaři její přísahu a zemře. Oto vyznává Hagaři svou lásku, kvůli níž byl otálel v táboře, až byl chycen, i vybízí ji, aby s ním nyní vstoupila do člunu a prchla (Otův zpěv Ó, pak žíti jest mi mukou). Hagar vědoma své přísahy chce pomstíti Břeňka a usmrtiti Otu, ale meč jí klesne z ruky dojmutím (Hagařin zpěv Bože, slitování!... Co v tom srdci dřímá); konečně zatroubí v roh, aby přivolala bojovníky z tábora svého, by se Oty zmocnili. Dříve však než tito se dostaví, připluje v člunu matka Hagařina, Gertruda z Vitzthumu, neť Fridricha prve zajatého a Prokopem propuštěného. Gertruda dá se Hagaři poznati, volajíc ji jménem „Aléna“ a připomínajíc jí kolébavku, v paměti dceřině z dětství zachovanou. Hagar přemožena citem pro svou matku dá se jí snadno přemluviti a odpluje s ní i s Otou k Naumburku (dvojzpěv Aléno! Aléno!... Nemůž Bohu hříchem slouti). Nyní přikvapí Táboři a spatří zavražděného Břeňka, za řekou pak prchající Hagar v průvodu Otově. Rozlíceni takou zradou obrátí se kněží i vojínové mnozí hněvivě proti Prokopu jakož původci toho zla, neboť on to byl, který sám soudil Hagar, ale neztrestav jí, nechal ji na svobodě. Prokop ohromen zradou své dcery cítí, že jest vinen za ni, a chce svým vlastním životem odpykati její zločin, který zatracuje, dceři své klna; vydává se svým vojínům a kněžím na soud (zpěv Prokopa Tak těžce pokořil mne Hospodin). Tito však překonáni jeho velikostí hrdinskou pokořují se mu a chtějí opět jen za jeho vůdcovství na zrádných nepřátelích pomstíti Břeňkovu krev.

### 3. dějství
V jednání třetím pátrá Fridrich za jitra před hradbami Naumburka po pohybech táborského vojska za řekou, když v člunu připluje Gertruda přivádějíc mu svou dceru (zpěv Fridricha Jen zticha! Mlha kolem těžká). Fridrich projeví úmysl učiniti ji rukojmí za ušetření Naumburka, čemuž Gertruda se brání, ale když pak zhlédnuvši na prsou Hagařiných znamení kalicha a vyzvavši ji, aby kacířské víry se vzdala, uslyší odpověď Hagařinu, že nikdy neodstoupí od víry otce svého (zpěv Hagar Kalich ten, jenž na mých prsou plane), odříká se jí Gertruda a vydá ji Fridrichovi jako rukojmí. Fridrich dá bílým praporem na břehu Táborům znamení, že chce s nimi vyjednávati, a když kněz Havel a bojovníky připluje na voru, nabízí Fridrich Prokopovi navrácení jeho dcery, jestliže husité pokojně se vzdálí, a hrozí smrtí Hagařinou při prvním výstřelu na hradby Naumburka. Havel odpoví, že Prokop své dcery se odřekl s kletbou a že ji v jeho táboře čeká jen smrt; odepře tedy ušetření Naumburka a odpluje zpět. Hagar zůstane před hradbami s Otou, jenž nechce bez ní se skrýti, ale praví, že volí umříti s ní, nechce-li ona zachrániti se jemu po boku (duet Ó, Hagar, pojď, znám lásce jinou skrýš a árie Oty Ó Hagar, láska mořem jest). Když se přižene vojsko Táborů, chystajíc útok na Naumburk, postaví se Hagar Prokopovi vstříc, vydávajíc se soudu; vyznává, že místo povinností krvavých vyhledávala lásky a smíru u své matky, ale nalezši tam jen nenávist věří, že v světě lásky není a že pravda Boží žádá si jen bojovné ochrany a pomsty (árie Hagar Já v lásky div jsem věřila). V tom smyslu jednajíc probodne Otu jako zrádce; on umíraje chce s ní aspoň za hrobem býti sloučen a žádá si kalicha, aby umřel v její víře. Havel podá mu kalich a Oto zemře. Tu Hagar zví, že láska v světě jest, a cítíc, že Otu milovala, probodne se a zemře. K Prokopovi, truchlícímu nad mrtvolou jediného dítěte, přichází z města průvod dítek, zpívajících dětskou ukolébavku Hagařinu i prosících o milost pro své matky a pro své rodné město (dětský sbor Anděl míru peruť zlatou... Jménem lásky dětinné). Prokop dojat tím výjevem vzkazuje po dětech u svého mrtvého dítěte Naumburku milost a smír. Táboři se vzchopí odcházejíce do nových bojů v jiný kraj (sbor Vzhůru, Tábore, se zbroj!).
(Synopse podle tištěného libreta s doplněním incipitů árií.)